# Шаховски савез Републике Српске
Шаховски савез Републике Српске ја кровна спортска организација која окупља све шаховске клубове на територији Републике Српске. Шаховски савез Републике Српске организује сва такмичења у шаху на територији Републике Српске. Савез организује семинаре и испите за шаховске судије у Републици Српској. Сједиште савеза се налази у улици Младена Стојановића 10 у Бањалуци.

## Такмичења у организацији ШСРС
- Шампионат Републике Српске за сениоре
- Шаховско првенство Републике Српске за кадете и омладинце
- Меморијални турнир „Љубиша Савић Маузер“, Бијељина
- Прва лига Републике Српске, сениори
- Прва лига Републике Српске, жене
- Прва лига Републике Српске, омладинци
- Друга лига Републике Српске, сениори
- Друга лига Републике Српске, жене
- Друга лига Републике Српске, омладинци
- Турнир шаховских звијезда „Стојановић Далибор“, Бањалука

## Организација савеза
Садашњи предсједник Шаховског савеза Републике Српске је Радован Грдинић, а генерални секретар је Бранко Томић. 
- Скупштина Шаховског савеза Републике Српске
- Извршни одбор Шаховског савеза Републике Српске
- Надзорни одбор Шаховског савеза Републике Српске
- Спортска арбитража Шаховског савеза Републике Српске
- Генерални секретар Шаховског савеза Републике Српске
- Стучни сарадник Шаховског савеза Републике Српске
- Такмичарска комисија Шаховског савеза Републике Српске
- Судијска комисија Шаховског савеза Републике Српске

## Шаховски клубови Републике Српске
- Шаховски клуб Славија, Источно Сарајево
- Шаховски клуб Гласинац, Соколац
- Шаховски клуб Пантери, Бијељина
- Шаховски клуб Леотар, Требиње
- Шаховски клуб Леотар Плус, Требиње
- Шаховски клуб БШК, Бијељина
- Крајишки Шаховски клуб, Бања Лука
- Шаховски клуб Каиса „Др Милан Јелић“, Бања Лука
- Шаховски клуб Дрина, Зворник
- Шаховски клуб Горски, Рогатица
- Шаховски клуб Добој, Добој
- Шаховски клуб Младост, Теслић
- Шаховски клуб Лауш, Бања Лука
- Шаховски клуб Шамац, Шамац
- Шаховски клуб Младост, Лакташи
- Шаховски клуб Рудар, Приједор
- Шаховски клуб Србац, Србац
- Шаховски клуб Уна, Козарска Дубица
- Шаховски клуб Јединство 1954, Брчко
- Шаховски клуб Озрен, Петрово
- Шаховски клуб Нови Град, Нови Град
- Шаховски клуб Рудар, Угљевик
- Шаховски клуб Козара, Градишка
- Шаховски клуб Котор Варош, Котор Варош
- Шаховски клуб ПОШК Поточани, Прњавор
- Шаховски клуб ЗАДИС, Бања Лука
- Шаховски клуб Сутјеска, Фоча
- Шаховски клуб Херцеговац, Билећа
- Шаховски клуб Дрина, Вишеград
- Шаховски клуб Основац, Билећа
- Шаховски клуб Романија, Пале
- Шаховски клуб Ан пасан, Мркоњић Град
- Шаховски клуб Краљ, Мркоњић Град
- Шаховски клуб Братунац
- уШаховски клуб Лијевче, Нова Топола
- Шаховски клуб Минерал, Козлук
- Омладински шаховски клуб Мат, Источна Илиџа
- Шаховски клуб Maт, Теслић
- Шаховски клуб Дервента
- Шаховски клуб Поткозарје

## Историјат
Тадашњи министар образовања, културе, физичке културе и вјера Владе Републике Српске Љубомир Зуковић је 19. јуна 1992. године донио рјешење о именовању Иницијативног одбора за оснивање Шаховског савеза Републике Српске. Иницијативни одбор је припремио материјал за Оснивачку скупштину која је одржана на дан 8. октобар 1992. године у Банском двору у Бањалуци. Први председник Шаховског савеза Републике Српске је био Момчило Попарић, а први генерални секретар Никола Лакић.